# Queen Anne (Schiff)
Die Queen Anne ist ein Kreuzfahrtschiff der Carnival Corporation, das 2024 für die Marke Cunard Line in Dienst gestellt wurde. Es basiert auf der Pinnacle-Klasse und ist nach der britischen Königin Anne Stuart benannt.

## Geschichte
Im September 2017 gab Cunard die Bestellung eines neuen, noch namenlosen Schiffes mit einer Vermessung von 113.000 BRZ und Ablieferung im Jahr 2022 bei der italienischen Fincantieri-Werft bekannt. Der Bau begann mit dem ersten Stahlschnitt am 11. Oktober 2019 in der Werft in Castellammare di Stabia.
Vor der Bekanntgabe des Namens wurde spekuliert, ob Cunard mit der Tradition, die neuesten Schiffe der Marke, die Queen Mary 2, die Queen Victoria und die Queen Elizabeth nach britischen Königinnen zu benennen, brechen und das Schiff stattdessen einen Namen mit der traditionellen Endung ‚-ia‘ (wie etwa bei der Aquitania, der Lusitania oder der Mauretania) wählen würde. Anfang Februar 2022 wurde der Name in Anlehnung an Anne Stuart, die erste britische Königin, mit Queen Anne bekannt gegeben, womit diese Gerüchte widerlegt wurden.
Der Kiel der Queen Anne wurde am 8. September 2022 in der Werft in Marghera gelegt. Anfang November 2022 wurde bekannt, dass der bereits auf Anfang 2024 korrigierte Termin für die Ablieferung nicht eingehalten werden könne, die Indienststellung wurde nun für Mai 2024 angesetzt. Am 14. April 2023 wurde der Schornstein auf das Schiff aufgesetzt und die Queen Anne am 3. Mai ausgedockt.
Cunard übernahm das Schiff am 19. April 2024 in Marghera. Von dort aus fuhr es bis zum 30. April nach Southampton, wo am 3. Mai die Jungfernfahrt, eine siebentägige Rundreise nach Lissabon, begann.
Nachdem Cunard im Februar 2024 Liverpool, das lange Zeit der Unternehmenssitz der alten Reederei Cunard Line gewesen war, als Ort der Taufe bekanntgegeben hatte, lief das Schiff am 2. Juni 2024 dort ein. Am 3. Juni, dem Tag der Taufe, gab Cunard bekannt, dass die Stadt Liverpool auch als Taufpatin fungieren werde, repräsentiert durch fünf mit der Stadt verbundene Frauen: Melanie C, ein Mitglied der Spice Girls, die Leichtathletin Katarina Johnson-Thompson, die Radiomoderatorin Ngunan Adamu, die Gastronomin Natalie Haywood sowie die Musikerin Jayne Casey. Die Taufe fand am Nachmittag des 3. Juni statt.

## Technische Daten und Ausstattung
Die Queen Anne basiert auf einer modifizierten Version der Pinnacle-Klasse und ihrem Typschiff Koningsdam, ist 322 Meter lang, 35 Meter breit und hat eine Vermessung von 113.000 BRZ. Bei Doppelbelegung der Kabinen beträgt die Kapazität 2.996 Passagiere bei 1.225 Besatzungsmitgliedern.
Das Schiff verfügt über sechs Restaurants sowie den Princess und Queens Grill für die höheren Kabinenkategorien, zwölf Bars, weitere Lounges, zwei Swimmingpools, einen Spa- und Wellnessbereich, einen Padel-Tennis-Platz, ein Theater, ein Casino und eine Einkaufspassage.